# Zdobyć Woodstock
Zdobyć Woodstock – amerykańska komedia z 2009 roku.

## Obsada
- Emile Hirsch jako Billy
- Paul Dano jako Facet w volkswagenie
- Jeffrey Dean Morgan jako Dan
- Mamie Gummer jako Tisha
- Dan Fogler jako Davon
- Liev Schreiber jako Vilma
- Eugene Levy jako Yasgur
- Imelda Staunton jako Pani Tiber
- Kevin Sussman jako Stan
- Demetri Martin jako Elliot Tiber
- Gabriel Sunday jako Steve
- Kevin Chamberlin jako Jackson Spiers
- Will Janowitz jako Chip Monck
- Henry Goodman jako Pan Tiber
- Jonathan Groff jako Michael Lang